# Erianthus versicolor
Erianthus versicolor är en insektsart som beskrevs av Brunner von Wattenwyl 1898. Erianthus versicolor ingår i släktet Erianthus och familjen Chorotypidae. Inga underarter finns listade i Catalogue of Life.